# Hogna pseudoceratiola
Hogna pseudoceratiola är en spindelart som först beskrevs av Wallace 1942.  Hogna pseudoceratiola ingår i släktet Hogna och familjen vargspindlar. Inga underarter finns listade i Catalogue of Life.